# Estação Lo Ovalle
A Estação Lo Ovalle é uma das estações do Metrô de Santiago, situada em Santiago, entre a Estação Ciudad del Niño e a Estação El Parrón. Faz parte da Linha 2.
Foi inaugurada em 21 de dezembro de 1978. Localiza-se no cruzamento da Gran Avenida com a Rua Carvajal. Atende a comuna de La Cisterna.